# Yvonne Cernota
Yvonne Cernota (Halberstadt, RDA, 19 de septiembre de 1979–12 de marzo de 2004) fue una deportista alemana que compitió en bobsleigh. Ganó una medalla de bronce en el Campeonato Mundial de Bobsleigh de 2003, en la prueba doble.

## Palmarés internacional
| Campeonato Mundial | Campeonato Mundial    | Campeonato Mundial | Campeonato Mundial |
| Año                | Lugar                 | Medalla            | Prueba             |
| ------------------ | --------------------- | ------------------ | ------------------ |
| 2003               | Winterberg (Alemania) | Medalla de bronce  | Doble              |